# بريان كانيلا
بريان كانيلا (بالإسبانية: Bryan Canela)‏ هو لاعب كرة قدم بيروفي في مركز الوسط، ولد في 20 مارس 1994 في تشانساي في بيرو. لعب مع أليانزا ليما.

## وصلات خارجية
- بريان كانيلا على موقع قاعدة بيانات كرة القدم.إي يو (الإنجليزية)
- بريان كانيلا على موقع AS.com (الإسبانية)